# Aqchah
Aqchah (Āqčah) es una localidad situada en el noroeste de Afganistán con una extensión de 200 km² y una altitud de 500 metros sobre el nivel del mar y con un clima más o menos templado. Se encuentra a 92 km de Alqwar-shm y la ciudad más cercana es Yang Aregh a 188 km. Su población es de 40000 habitantes, económicamente es casi autosuficiente (dátiles, pastoreo de ovejas, trigo).
Su población es de 55.315 habitantes (2007).
Está situado a pocos kilómetros al norte de la ruta principal Šibarġan-Mazār-e Šarīf.
La ciudad es también conocido por sus tradicionales alfombras.